# カミール・イドリス
カミール・イドリス（亜：كامل إدريس, Kāmil Idrīs, カーミル・イドリース、英：Kamil Eltayed Idris、1954年8月26日 - ）は、スーダン出身の国際公務員、政治家。現在、同国の首相を務める。また世界知的所有権機関（WIPO）及び植物新品種保護国際同盟（UPOV）の事務局長を歴任した。

## 略歴
スーダンのハルツーム大学で法学の学士号、カイロ大学ハルツーム校で哲学等の学士号、アメリカのオハイオ大学で国際法等の修士号を取得。スーダン外務省の大使として、スーダンの在ジュネーヴ国連機関代表部でスポークスマン及び途上国のコーディネーターを務める。1982年にWIPOの対アフリカ協力の部局に入った。1997年9月にWIPO及びUPOV事務局長に選出され、同年11月に就任。2003年12月に再任されており、任期は2009年11月まであったが、任期途中の2008年9月に辞任した。1992年-1996年と2000年-2001年に国連国際法委員会の委員を務めている。また、スイスのジュネーヴ大学から国際法の法学博士号を授与されている。
2010年のスーダン大統領選挙に無所属で立候補したが落選した。
2025年5月19日、主権評議会のアブドゥルファッターハ・アブドッラフマーン・ブルハーン議長によって首相に任命された。5月31日に正式に首相に就任したが、翌6月1日には内閣を解散すると発表した。

## 年齢詐称問題
イドリスは、1945年8月26日生まれと自称していたが、2006年のWIPOの内部調査によって、1954年8月26日生まれであることが判明した。2007年9月-10月に開催されたWIPO年次総会では、米国をはじめとする先進国が、年齢詐称なくしてWIPOでの昇進はあり得なかったとして、事務局長辞任を要求。イドリスを擁護して解任に反対する途上国と対立した結果、年次総会は、予算案が否決されるなど混乱したままで閉幕することとなった。
この問題について、イドリスは、2007年11月に、後任の事務局長選出を通常より早く行うことを明らかにした。その後、後任の事務局長としてフランシス・ガリが選出され、イドリスは、2009年11月の任期満了まで1年余りを残して、2008年9月に早期退任した。

## 著書
- 知的財産 - 経済成長の有効な手段（2005年1月、発明協会、ISBN 978-4827107937）
- 世界知財戦略 - 日本と世界の知財リーダーが描くロードマップ（2006年4月、日刊工業新聞社、ISBN 978-4526056543） - 荒井寿光と共著